# Moretown
Moretown és una població dels Estats Units a l'estat de Vermont. Segons el cens del 2000 tenia 1.653 habitants.

## Demografia
Segons el cens del 2000, Moretown tenia 1.653 habitants, 650 habitatges, i 436 famílies. La densitat de població era de 15,9 habitants per km².
Dels 650 habitatges en un 35,7% hi vivien nens de menys de 18 anys, en un 55,1% hi vivien parelles casades, en un 8,6% dones solteres, i en un 32,8% no eren unitats familiars. En el 22,3% dels habitatges hi vivien persones soles el 7,7% de les quals corresponia a persones de 65 anys o més que vivien soles. El nombre mitjà de persones vivint en cada habitatge era de 2,54 i el nombre mitjà de persones que vivien en cada família era de 3,01.
Per edats la població es repartia de la següent manera: un 26,6% tenia menys de 18 anys, un 5,2% entre 18 i 24, un 31,8% entre 25 i 44, un 27% de 45 a 60 i un 9,4% 65 anys o més.
L'edat mediana era de 38 anys. Per cada 100 dones de 18 o més anys hi havia 97,2 homes.
La renda mediana per habitatge era de 47.750 $ i la renda mediana per família de 52.202 $. Els homes tenien una renda mediana de 35.270 $ mentre que les dones 26.719 $. La renda per capita de la població era de 20.283 $. Entorn del 5,4% de les famílies i el 6,6% de la població estaven per davall del llindar de pobresa.